# Stanisław Szwalbe
Stanisław Szwalbe (ur. 3 czerwca 1898 w Warszawie, zm. 17 września 1996 tamże) – polski polityk socjalistyczny, ekonomista i spółdzielca. Wicemarszałek Sejmu Ustawodawczego, członek Rady Państwa, poseł do Krajowej Rady Narodowej i na Sejm Ustawodawczy. Budowniczy Polski Ludowej.

## Życiorys
Urodzony w rodzinie inteligenckiej, studiował na Uniwersytecie Warszawskim. Od 1917 był związany z Polską Partią Socjalistyczną. W II Rzeczypospolitej działał w ruchu spółdzielczym, był współorganizatorem Warszawskiej Spółdzielni Mieszkaniowej i Społecznego Przedsiębiorstwa Budowlanego. W latach 1927–1930 był wykładowcą Wolnej Wszechnicy Polskiej w Warszawie (wykładał bieżącą politykę ekonomiczną państwa), a w latach 1928–1939 działaczem Towarzystwa Uniwersytetu Robotniczego. W latach 20. XX wieku naczelnik wydziału w departamencie samorządowym Ministerstwa Spraw Wewnętrznych.
W czasie okupacji niemieckiej Polski był członkiem organizacji podziemnych. W latach 1943–1945 członek Robotniczej Partii Polskich Socjalistów, następnie koncesjonowanej PPS, od 1948 był członkiem Polskiej Zjednoczonej Partii Robotniczej. W latach 1944–1945 był przewodniczącym Rady Naczelnej Robotniczej Partii Polskich Socjalistów w latach 1945–1948 członkiem Rady Naczelnej i Komisji Politycznej Centralnego Komitetu Wykonawczego PPS, i wiceprzewodniczącym CKW PPS. W 1945 był podsekretarzem stanu w prezydium Krajowej Rady Narodowej i dyrektorem Kancelarii Cywilnej Prezydenta KRN. W latach 1945–1947 był zastępcą prezydenta KRN. Od lipca 1945 do września 1948 był przewodniczącym Rady Naczelnej PPS. W latach 1948–1954 był członkiem Centralnej Komisji Rewizyjnej PZPR.
W latach 1943–1952 był posłem do KRN i na Sejm Ustawodawczy, którego był wicemarszałkiem, zasiadając także w Radzie Państwa (od 1947). W późniejszym okresie ponownie był działaczem spółdzielczości; w 1948 był przewodniczącym Naczelnej Rady Spółdzielczej, w okresie 1949–1953 pełnił funkcję przewodniczącego Rady Nadzorczej „Społem”, w latach 1953–1958 był przewodniczącym Rady Nadzorczej Centralnego Związku Spółdzielczości Pracy, a w okresie 1958–1961 wiceprezesem Naczelnej Rady Spółdzielczej. W latach 1985–1990 był członkiem Rady Naczelnej Związku Bojowników o Wolność i Demokrację.
Autor artykułów w prasie specjalistycznej i czasopismach („Społem”, „Robotniczy Przegląd Gospodarczy”, „Naukowy Kwartalnik Spółdzielczy”). Otrzymał m.in. honorowe członkostwo Towarzystwa Przyjaciół Dzieci. 
Pochowany na cmentarzu Powązki Wojskowe w Warszawie (kwatera A3 tuje-1-14).

## Ordery i odznaczenia
- Order Budowniczych Polski Ludowej (1978)[5]
- Order Sztandaru Pracy I klasy
- Krzyż Komandorski z Gwiazdą Orderu Odrodzenia Polski (22 lipca 1947)[6]
- Order Krzyża Grunwaldu II klasy (19 lipca 1946)[7]
- Złoty Krzyż Zasługi (3 lipca 1954)[8]
- Medal za Warszawę 1939–1945 (17 stycznia 1946)[9]
- Medal „Za waszą wolność i naszą” (1966)[10]
- Medal 10-lecia Polski Ludowej (19 stycznia 1955)[11]
- Medal 40-lecia Polski Ludowej (1984)[12]
- Medal im. Ludwika Waryńskiego (1987)[13]
- Złoty Medal „Opiekun Miejsc Pamięci Narodowej” (1987)[14]
- Order Uśmiechu[15]
- Złota odznaka honorowa „Za Zasługi dla Warszawy” (1967)[16]
- Złota odznaka „Za pracę społeczną dla miasta Krakowa” (1971)[17]
- Pamiątkowy Medal z okazji 40. rocznicy powstania Krajowej Rady Narodowej (1983)[18]

## Galeria

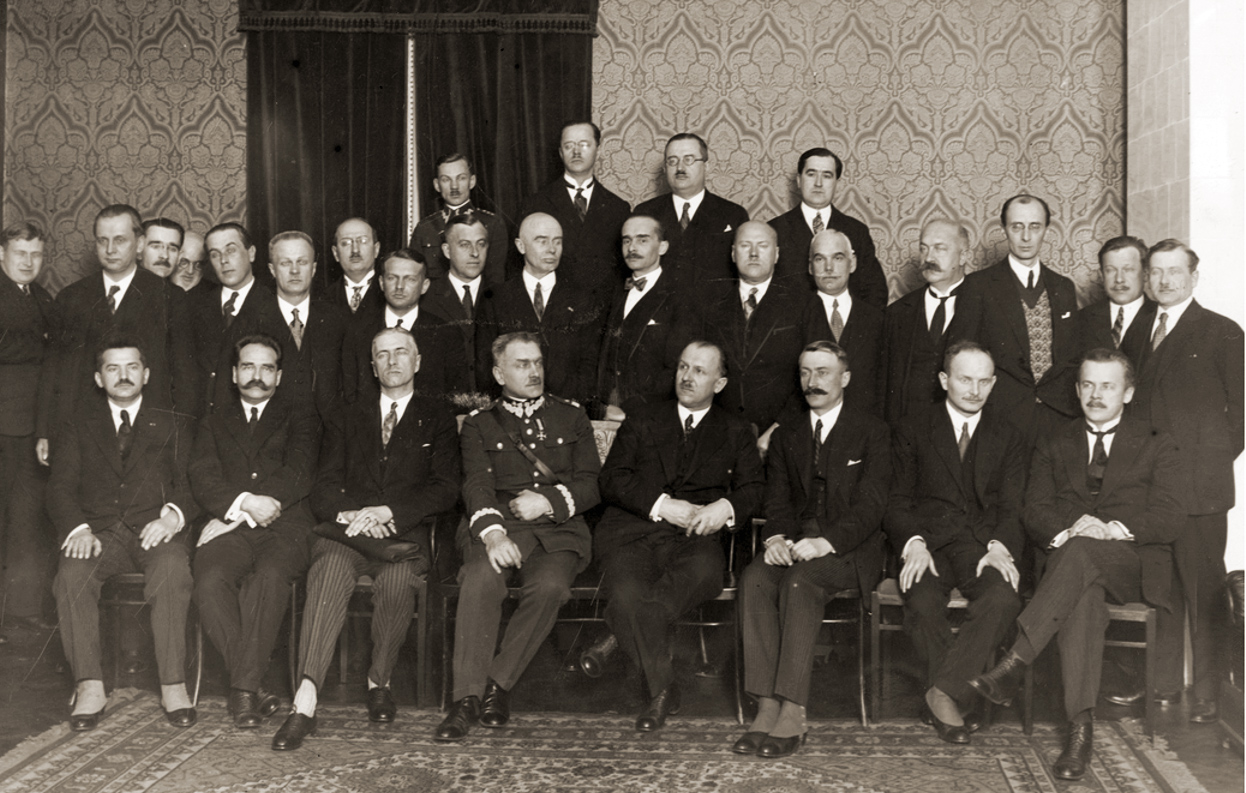
Zdjęcie grupowe wojewodów II RP 1929. Stanisław Szwalbe jako naczelnik wydziału w departamencie samorządowym MSW (siedzi w pierwszym rzędzie drugi z prawej)
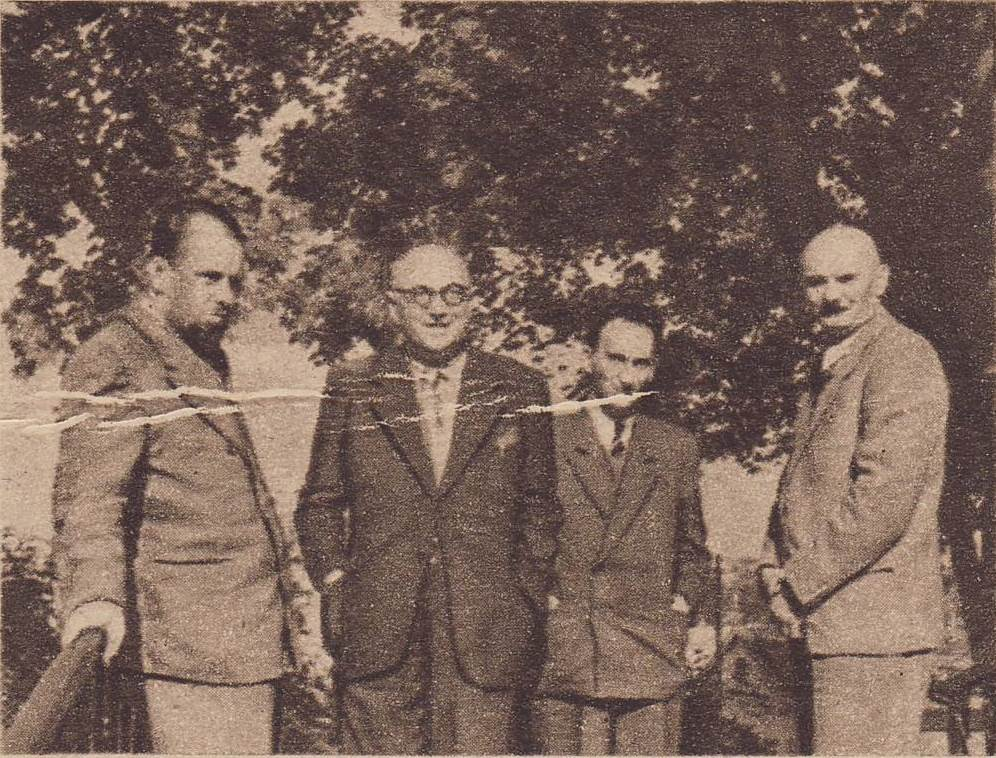
Pietro Nenni i Lelio Basso(inne języki) w Warszawie w towarzystwie Stanisława Szwalbego (z prawej)
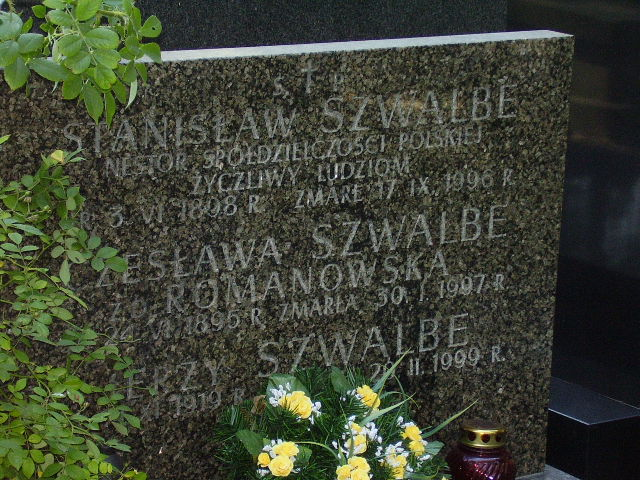
Grób Stanisława Szwalbego na cmentarzu Wojskowym na Powązkach w Warszawie